# Bílí Chorvati
Bílí Chorvati byl slovanský kmen zmiňovaný v kronikách raného středověku, jehož jedna část se začátkem 7. století údajně zčásti přesunula do dnešního Chorvatska a vytvořila základ dnešního jihoslovanského etnika Chorvatů, zatímco druhá část zůstala na severu a postupně tam splynula s ostatním obyvatelstvem.
Jeho skutečná poloha či pozadí jsou velmi nejasné. Především je nejasné, zda/nakolik souvisí s Charváty ze severních Čech a s východoslovanskými podněsterskými Chorvaty.
Existují v zásadě tyto hlavní dohady o lokalizaci Bílých Chorvatů:
- A) Morava, Slezsko, severní Slovensko/Malopolsko (např. dle Ľ. Havlíka 1961 žili Bílí Chorvati pouze ve Slezsku, podle P. Ratkoše 1965 a Ruttkaye 1991 ve Slezsku, Vislansku a možná i severním Slovensku)
- B) horní Povislí / řeka San
- C) severní Čechy (např. dle Labudy, který explicitně tvrdí, že lokalizace ve Vislansku je nesprávná) - zde jde zřejmě o identifikaci s Charváty
- D) horní Podněstří - zde jde o identifikaci s Podněstří (Východoslovanské) Chorvaty
- E) Podkarpatská Rus (např. dle Magocsiho) - tuto teorii podporují i poslední výzkumy DNA, studie z roku 2009 zjistila příbuznost v DNA mezi Rusíny a Chorvaty z ostrova Krk, obě skupiny mají nejvyšší procentuální zastoupení haploskupiny I (11,3 %) v Evropě.[1]

Existují i různé kombinace uvedených lokalizací. Nejběžnější je ta, že to byl původně jeden z kmenů v slovanské pravlasti (mezi Vislou a Dněprem), později se odtud rozšířili na západ (Visla, Čechy) a na jih (Podkarpatská Rus), resp. v závislosti na teorii pouze jedním z uvedených směrů (např. dle Magocsiho se v 6. a 7. století přesunuli do horního Podněstří a Podkarpatské Rusi). Jiná možnost je, že jejich původní území je Podněstří (podněsterští Chorvati), odkud pronikli už v 6. století (?) na západ (Slezsko, východní Čechy) a kolem 7. století do blízké Podkarpatské Rusi.
Bílé Chorvaty (ať už pobývali kdekoliv) pozval začátkem 7. století byzantský císař na jih, a tak se část z nich usadila v Ilýrii, v dnešní Dalmácii, kde dokonce v 10. století založili vlastní království (král Tomislav), tito Chorvaté se podíleli na etnogenezi chorvatského a bosenského národa. Ostatní zůstali na severu. Severní (Bílé) Chorvaty zachované kroniky nejčastěji zmiňují v 10. století. V 10. století se také hypotetické území severních (Bílých) Chorvatů stala postupně součástí zemí Koruny české, Polska, Kyjevské Rusi a Uher.